# Polydrusus mariae
Polydrusus mariae — вид долгоносиков-скосарей из подсемейства Entiminae.

## Описание
Жук длиной 4-5,5 мм. Чешуйки на надкрыльях длинноовальные, на вершине заострённые, серого цвета с красноватым отливом. Нечётные промежутки надкрылий шире чётных. Усиковые бороздки направлены почти прямо к глазу, их верхный край очень мало загибается к низу. Бёдра без зубцов.

## Экология
Вид населяет в основном степи. Взрослый жук кормится на травянистых растениях.